# تنگه تاریخی بهرام چوبینه
تنگه تاریخی بهرام چوبینه مربوط به دوره ساسانیان است و در شهرستان دره‌شهر، بخش مرکزی، روستای ارمو واقع شده و این اثر در تاریخ ۱۷ اسفند ۱۳۸۱ با شمارهٔ ثبت ۷۹۷۷ به‌عنوان یکی از آثار ملی ایران به ثبت رسیده است.